# جين-سون هوانغ
جين-سون هوانغ (بالصينية: 黃仁勳) مواليد 17 فبراير 1963 في تايبيه، تايوان، هو رجل أعمال ورائد أعمال أمريكي من أصل تايواني. شارك في تأسيس شركة إنفيديا التي تنتج معالجات الرسوميات للحواسيب ويشغل منصب رئيس الشركة ومديرها التنفيذي. تخرج هوانغ من جامعة ولاية أوريغون قبل أن ينتقل إلى كاليفورنيا حيث تخرج من جامعة ستانفورد. في عام 2008 أدرجته فوربس في المرتبة 61 ضمن قائمة الرؤساء التنفيذيين الأعلى أجرا في الولايات المتحدة،وفي مايو 2024 وصلت صافي ثروته إلى 91.3 مليار دولار، ليصل إلى المركز السابع عشر في قائمة أغنى أثرياء العالم وفقاً لـمؤشر بلومبرغ للمليارديرات. 